# クドリャフカの順番
『クドリャフカの順番』（クドリャフカのじゅんばん）は2005年6月30日に角川書店より刊行された米澤穂信の推理小説。『〈古典部〉シリーズ』第3作。文化祭三部作の最終作でもある。

## 概要
前作『愚者のエンドロール』から約3年ぶりのシリーズ作品となり、本作から角川書店より四六判で刊行されるようになっていった。単行本でのタイトルは『クドリャフカの順番 「十文字」事件』だが、2008年5月25日に文庫版が発売された際に副題が外されている。文庫版の英題は「Welcome to KANYA FESTA!」。
本作では古典部1年生10月の文化祭（通称：カンヤ祭）での3日間を描く。また語り部が奉太郎のみだった前作までに対し、本作では古典部メンバー4人全員が語り部を務め、4人の視点での物語を展開しながらも一つの事件を追う構成となり、また4人それぞれに「期待」というテーマが据えられている。
2012年、『〈古典部〉シリーズ』が『氷菓』のタイトルでアニメ化された際は、アニメの第12話から第17話の間で本作のストーリーが展開された。また同年、同シリーズはタスクオーナ作画により『氷菓』のタイトルで漫画化され、『月刊少年エース』2012年3月号より連載されており、本作は第二十一話から第四十話の間でストーリーが展開された（コミックス6巻から10巻に収録）。

## あらすじ
神山高校の年間最大イベントである文化祭が始まった。しかし古典部は手違いで、出品する文集『氷菓』を大量に作りすぎてしまった。文集を売るため方々に奔走するえる、文化祭を思う存分楽しみながら文集を宣伝する里志、大量発注に責任を感じながらも兼部する漫画研究会のギスギスした雰囲気に苛まれる摩耶花、静かに店番をする奉太郎。古典部員は大量の在庫に頭を抱えつつも、文化祭は進んでいく。
そんな中、校内では「十文字」と称する何者かが犯行声明を残して各部活から物品を盗んでいく、奇妙な連続盗難事件が起きていた。古典部は、この事件の最後のターゲットが古典部であるとPRすることによって部の知名度を上げて文集を完売させることを目指すが、その中、奉太郎は偶然入手した手がかりから「十文字」事件の謎に迫っていく。

### 初日
古典部員達がそれぞれ眠れない夜を過ごしながら、迎えていった文化祭初日、古典部は文化祭で販売する文集『氷菓』を手違いにより200部発注してしまい大量在庫を抱えることになった。えるは『氷菓』を多く売るため売場を拡張しようと総務委員会や壁新聞部と方々を駆け巡るが、成果を上げることはできなかった。文化祭を思う存分楽しむと決め込んでいた里志は文化祭のイベントを楽しむ中で、『氷菓』のPRを展開する。そして奉太郎は自身の省エネ主義に反せず相対的に『氷菓』の販売に貢献する方法として部室内での店番を買って出る。その中で奉太郎はアカペラ部での異変に気づき、えるは占い研究会の親友・十文字かほから運命の輪のタロットカードが、里志はクラスメイトの谷惟之から所属する囲碁部で碁石が盗まれたという話を聞いていた。
一方、漫画研究会の用事から中々抜け出せそうにない摩耶花は、漫画のレビューを掲載した文集の捌けの悪さにケチをつけ「普遍的な名作は所詮受け手の主観だけで決まる」と主張する漫研の主要派閥のリーダー・河内と真っ向から対立、その考えを砕くため前年の文化祭で販売された漫画『夕べには骸に』を持ってくると宣言する。

### 2日目
現在手元に無く、『夕べには骸に』を持ってこれなかった摩耶花だが、河内はそれを非難はせずポスターを描く手伝いを摩耶花に命じる。入須にも『氷菓』の委託販売を依頼したえるは、了承した入須に昨日の反省から「人への物の頼み方」を教授してもらう。その後、里志・える・摩耶花はお料理研究会主催の料理バトル「ワイルドファイア」に参加する。対戦中、えるが用意された食材をほぼ使い切り、大将の摩耶花が料理を作れそうにないハプニングに奉太郎が救いの手を差し伸べる一幕もあり「ワイルドファイア」は終了するが、お料理研からおたまが「十文字」と名乗る何者かに盗まれていたことが判明、この時を境にアカペラ部、囲碁部、占い研の間で水面下に行われていた「十文字」による窃盗事件、「十文字」事件が全校内に表面化していく。
古典部は『氷菓』を多売するため、「十文字」のターゲットにされているとPRして部の知名度を上げることはできないかと、犯行の法則性について検討する。「十文字」という語句がそれまで他の生徒が用いていた読みである「じゅうもんじ」ではなく「じゅうもじ」とも読めること、加えて被害に遭っている部活動の名前から、「あ」から始まり十文字目となる「こ」までのかなを頭文字とする部がターゲットとされているという「十文字」の犯行の法則性に気付いた奉太郎は、「こ」が頭文字である古典部が最後のターゲットになると推理する。えるはこの推理を元手に壁新聞部に再び売り込むが、壁新聞部も「十文字」にカッターナイフを盗まれていたことを知り、奉太郎の推理を壁新聞部に提供する形となる。奉太郎が店番を理由に動こうとしないため頼れないと踏んだ里志は、自らの手で「十文字」を捕まえようと行動を起こすが、「十文字」はすでに奇術部からキャンドルを盗んでいた。一方、河内の取り巻き達の執拗な陰口で空気が悪くなった漫研から抜け出した摩耶花は、部長の湯浅から『夕べには骸に』の原作者が河内の友達の安城春菜だと教えられるが、春菜が河内の友達だから河内の言ったことは本気じゃないと言う湯浅の言葉の意味が理解できずにいた。

### 3日目
古典部員達がそれぞれの抱える問題を前に眠れない夜を過ごしながら迎えていった文化祭最終日、壁新聞『神校月報』に取り上げられたことで「十文字」事件は校内で大きな注目を浴び、「十文字」を捕まえようと里志を含む探偵志願者達が早朝より集っていた。次のターゲットはグローバルアクトクラブかと思われたが、「十文字」は「く」を飛ばし、軽音部から弦を盗んでいた。「十文字」の臨機応変さに太刀打ちできないと判断した里志は事件の解決を奉太郎に「期待」するしかなかった。一方、奉太郎は店番から席を離れて入れ違いに訪ねてきた姉・供恵から『夕べには骸に』を差し入れられる。『夕べには骸に』の作者「安心院鐸玻」（あじむ たくは）の名で背景を手伝った人物が書いたあとがきに目を通した奉太郎は、本年度にあたる時期に出す予定だという次回作のタイトル『クドリャフカの順番』の「順番」という単語と「クリスティの超有名作を一ひねり二ひねりできないか企んでいる」という記述に引っ掛かりを覚える。『神校月報』で古典部が「十文字」事件最後の標的だと書かれたことを機に放送部部長と校内ラジオに出演する約束をしたえるは、『夕べには骸に』の絵がどこかで見たポスターの絵と似ているかもしれないと好奇心を発揮、アクシデントで服が汚れたため漫研を抜けた摩耶花と共に絵を見比べるためポスターが貼られている場所に向かう。そのことで『夕べには骸に』の作画が生徒会長の陸山（くがやま）宗芳であることが判明する。
「十文字」の手口と『夕べには骸に』、そして『クドリャフカの順番』を元に奉太郎は「十文字」事件の推理を開始。そして古典部は校了原稿を用意し、校内ラジオに出演するえるを通じて「十文字」に挑戦状を叩きつける。その後、野次馬達が対決を見届けようと集まった地学講義室で古典部と十文字の対決は思わぬ形で決着がつくことになる。

#### 結末
古典部対「十文字」の対決は、校了原稿を燃やされ「十文字は達成された」の犯行声明を以て「十文字」の勝利に終わった。そして文化祭が終了に向かう頃、高校入学以来、類まれなる推理力を発揮するようになった奉太郎への羨望から探偵役を志願した末に敗北した里志は「期待」という言葉に自身への「諦め」という意味を込め、心中を摩耶花に吐露する。えるは校内ラジオを聞いたという入須から「期待」で人を動かすことに向いていないと指摘され、えるも「もうこりごりです」とそれを認めるのだった。奉太郎から借りた『夕べには骸に』を河内に読んでもらおうとした摩耶花だが、そこで春菜の才能を認めたくない思いから『夕べには骸に』を途中までしか読まず、仮に全部読んだとしても春菜に「次のも期待してるよ」と言えない河内の胸の内を知ることに。さらに、その河内が『夕べには骸に』には一枚落ちるがお気に入りの漫画である『ボディートーク』の作者だと知った摩耶花は、その2冊と自分の漫画に想いを寄せる。
える・里志・摩耶花がそれぞれの場面で「期待」という言葉を巡って苦い想いをした時間を遡り、もうすぐ校内ラジオが始まろうとする正午に、「十文字」の正体を突き止めた奉太郎は古典部対「十文字」の対決の裏で、『氷菓』多売のため学校の駐輪場で「十文字」と対峙していた。「十文字」の犯行声明の「失われた」という言葉と抜かされた「く」は、「十文字」事件が「く」で始まる人物に対して「く」で始まるものが失われたというメッセージを残すための暗号であり、その『クドリャフカの順番』が事件のモチーフであると同時に失われた「く」の付くものであること、「く」で始まる相手が陸山だということを示していた。そして文化祭のしおり「カンヤ祭の歩き方」が陸山を指しているということを公平に提示するための被害者リストとして利用されており、それらから導き出される犯人とは、しおりのページを操作できる総務委員で『クドリャフカの順番』を知る陸山なら暗号を解けると知る者、「安心院鐸玻」（あじむたくは）が安城春菜・陸山宗芳ともう一人の背景担当の姓と名の頭文字を組み合わせたものであることから、残る「じ」と「た」に符合する者―田名辺治朗だった。全てを認めた田名辺に奉太郎は「十文字」の正体を秘密にする見返りに『氷菓』30部を総務委員で買い取り、神山高校のサイトの通販コーナーで売るように要求、そしてサイトに扱う名分を得られ田名辺も事件の幕を下ろせる、古典部も野次馬達によって『氷菓』の数が捌けると、古典部と「十文字」の対決を仕組むことも持ちかけるのだった。奉太郎との取引を終えた田名辺は、奉太郎の「事件が『クドリャフカの順番』の原作を紛失した陸山への当てこすり」という推理を訂正し、圧倒的な作画センスを持ちながら『夕べには骸に』以来漫画を描こうとしない陸山の才能に「期待」し続けていたこと、陸山が『クドリャフカの順番』を読んだのかを聞きたかったと犯行動機を語り、そして陸山にメッセージは伝わらなかったと漏らすのだった。
こうした裏事情もあり『氷菓』は残り5部まで目減りし、古典部員の分と奉太郎が供恵の分（アニメでは残り4部で古典部員が1部ずつ購入）まで買い『氷菓』は完売されることとなった。古典部一行は「十文字」事件の話を肴に千反田邸で打ち上げをしようと盛り上がる。こうして終業のチャイムと共に文化祭は終了するのだった。

## 劇中用語
「十文字」事件
神山高校文化祭で発生した連続盗難事件。文化祭に参加した部活から、主に碁石やジュースなど部に関するものが盗まれ、「○○（ターゲットの部活）から××（盗まれたもの）は既に失われた」という犯行声明と「十文字」の署名入りのグリーティングカードと「カンヤ祭の歩き方」が現場に残される。なお、タロットカードの「運命の輪」を盗まれた占い研究会には、「文化祭が終わったら返します」というメモ書きも添えられていた。
「十文字」の犯行には主にアカペラ部（アクエリアス(アニメではアップルジュース)）、囲碁部（石〈碁石〉）、占い研究会（運命の輪〈タロットカード〉）、園芸部（AK〈水鉄砲〉）と、頭文字に「あ」のつく部活から同じ頭文字の物を五十音順に盗むというアガサ・クリスティの『ABC殺人事件』よろしくの法則性に沿って犯行に及んでおり、「十文字」が「じゅうもんじ」ではなく「じゅうもじ」と読めることから「こ」のつく部活が最後のターゲットと予測される。
カンヤ祭の歩き方
神山高校文化祭で配布されるしおり。しおり内の参加者団体のコメント欄は前年まで五十音順に並んでいたが、古典部を際立たせる位置に載せたいという里志の思惑から登録順に記載されており、古典部は最後部となっている。
漫画研究会
摩耶花が古典部以外に入部している部活の一つ。部内で派閥が形成されており、特に行動を起こさない人畜無害の少数派の男子達と河内を中心とした主流グループ、河内についていけないと感じる者達が河内に意見したことのある摩耶花を中心に集ったグループの3つに分かれている。文化祭ではコスプレ姿に身を纏い、古今含めて100本の漫画レビューを掲載した文集『ゼアミーズ』を出品している。なお、文集の名前が『ゼアミーズ』なのは去年の文集が『カンアミーズ』だったから。
夕べには骸に
摩耶花が前年の文化祭で購入した同人漫画。タイトルは蓮如の御文の「朝（）には紅顔ありて夕（）には白骨となれる」から採られている模様。3つの短編が収録された短編集で、昭和の雰囲気を残す街を舞台に、ものの移り変わりの必然性と悲しさの受容との一方で、女子高生の純愛も描かれたエンタテイメント性に富んだ作品でありながらも、ストーリーや台詞回し、作画の秀逸さから摩耶花に甚だしく気に入られている。作者は原作と作画、背景の共同ペンネームである「安心院鐸玻」で、河内の友人で今は転校している安城春菜という女子生徒が原作を担当していた。
わらしべプロトコル
古典部の文集『氷菓』の売場で店番の奉太郎と購買客の間で展開された物々交換の総称。原典のわらしべ長者と異なり、一向に物の価値が上がらないことが特徴。奉太郎が供恵にお守りの代わりに渡された壊れた万年筆を皮切りに、ファッションショー用の服装に合う万年筆を気に入った被服研究会部員（声 - 谷山紀章）に万年筆をあげた代わりにショーの優先権として番号札の書かれたワッペン、チャックが壊れていた園芸部員（声 - 杉山紀彰）に対処用にワッペンの安全ピンを渡したお礼としてグロック17（水鉄砲）、お菓子の訪問販売にやってきた製菓研究会の女子生徒2人組（声 - 伊藤かな恵、 升望）に気に入られたグロック17をあげたお礼に薄力粉、その薄力粉は奉太郎がワイルドファイアでピンチに陥った摩耶花を助ける形で古典部に提供し、その見返りを求めて摩耶花からブローチを渡された。そして最終的にブローチと交換する形で供恵から『夕べには骸に』を渡された。
なおシリーズ第5作『ふたりの距離の概算』では、製菓研究会の女子生徒2人組と思しき人物が新入生勧誘をしていた。
ワイルドファイア
お料理研究会が開催する料理対決。3人一組のチームで競い合い、グラウンドに用意されたキッチンの下、制限された水と用意された食材の中で先鋒・中堅・大将で料理を作り、その料理で勝敗を決める。なお食材は事前に用意されたものの中から先鋒が選んだ食材を中堅と大将で用いなければいけないが、学校の敷地内であれば材料の補給は認められる。また調理中の助言は反則と見なされる。える・里志・摩耶花の古典部以外に、料理屋「みらく」の息子・須原を擁した谷のチーム「ファタ・モルガーナ」、古典部の顔見知りの2年F組の沢木口美崎がいる天文部、3年の男子生徒による「あじよし」の4組が参加した。
イベント中はお料理研の部長が司会と実況をしていたが、アニメでは副部長（声 - 平川大輔）が実況を、部長（声 - 杉田智和）が解説を担当しており、劇中では部長役の杉田が原作にはないアドリブを展開し、えるの「私、気になります」の台詞まで発していた。
名称の元ネタはマイケル・クライトン著『アンドロメダ病原体』内で登場する計画および実行機関。
ボディートーク
摩耶花が即売会で購入した同人漫画。聴覚が不自由だがテレパシーで互いに考えが筒抜けになってしまう少年を主人公に据え、宇宙人やゾンビの襲来といったトラブルが襲い掛かるスラップスティック。2頭身キャラの猫の登場による空白のコマの後で場の状況が終了しているという構成によりテンポが速く、「コミュニケーションの齟齬」にテーマを絞り、登場人物全員が利己主義という点も特徴で摩耶花のお気に入りの漫画の一つだが、苦渋の決断で『夕べには骸に』には1枚落ちると判断されている。
クドリャフカの順番
『夕べには骸に』のあとがきで、本年度にあたる時期に次回作として出すと予告されている漫画。あとがきによればクリスティの超有名作を一ひねり二ひねりした内容になるとのことだが、本年度の文化祭では出品されていない。

## 登場人物
「声」はテレビアニメ版『氷菓』での担当声優。
折木 奉太郎
声 - 中村悠一
古典部員・神山高校1年B組。省エネという非積極的な姿勢を生活信条とし、文化祭では自ら店番を買って出た。「十文字」事件の際は店番という立場上、実質安楽椅子探偵として事件の推理に取り組むことになる。
千反田 える
声 - 佐藤聡美
古典部部長。神山高校1年A組。市一帯に土地を有する「豪農」千反田家で育った令嬢。清楚な雰囲気と相反して好奇心を発揮することもあるが、文化祭ではその好奇心を自制し、大量に発注された『氷菓』を売ろうと方々に売り込みを掛けることに奔走する。
福部 里志
声 - 阪口大助
神山高校1年D組・古典部員および手芸部員兼総務委員。奉太郎の中学時代からの親友。自身を「データベース」と称する多岐に渡る知識を有し、享楽的な性格から文化祭を目いっぱい楽しむ。しかし、「十文字」事件を境に非凡な推理力を発揮する奉太郎への羨望からくる鬱屈した感情を見せるようになる。
伊原 摩耶花
声 - 茅野愛衣
神山高校1年・古典部員および漫画研究会部員兼図書委員。他人に厳しく自分にもっと厳しい性格で、漫画にはひとしおの想いを抱いている。編集責任者として「氷菓」の大量在庫を抱えた古典部を気にしながらも、主に漫研を中心に文化祭に参加し、漫研内の派閥間での人間関係に憂鬱な気分になる。
劇中のコスプレは漫画のキャラで統一し、初日は萩尾望都作『11人いる!』のフロル、2日目は藤子・F・不二雄作『エスパー魔美』の佐倉魔美、3日目は手塚治虫作『七色いんこ』の千里万里子に扮している。
入須 冬実
声 - ゆかな
神山高校2年F組女子生徒。人を扱うことに長けることから、通称「女帝」。古典部とは2年F組が文化祭で出すためのビデオ映画製作で関わり、彼らの助力の下で完成した映画『万人の死角』は来客者から好評を得ている。えるに請われて、えるにもできそうな「人への物の頼み方」を伝授した。
十文字 かほ
声 - 早見沙織
占い研究会唯一の部員にして部長。里志のクラスメート。実家は神山市にある「荒楠神社」で、家の繋がりからえるとは親友同士。自身も占い研として文化祭に参加するが、「十文字」にタロットカードの「運命の輪」を盗まれた。
遠垣内 将司
声 - 置鮎龍太郎
神山高校3年E組・壁新聞部元部長。実家は教育界に顔の利く名家で、千反田家とは家ぐるみの付き合い。彼のいる壁新聞部も「十文字」にカッターナイフを盗まれた。
谷 惟之（）
声 - 川原慶久
神山高校1年D組の男子生徒。囲碁部所属。里志に対抗意識を持ち、文化祭の間中、里志の意思に関わらず勝負を挑んでくる。
田名辺 治朗（）
声 - 福山潤
神山高校2年生。総務委員会委員長。物分りが良く、穏やかで優しい性格。眼鏡をかけている。
陸山 宗芳（）
声 - 森川智之
神山高校2年生。生徒会会長。
河内 亜也子
声 - 浅野真澄
神山高校2年生。漫画研究会所属。漫研内部における有力者。「どんな作品も主観の下には平等で、名作か否かという定義に意味はない」という持論から、文集での漫画評論を否定したことで、摩耶花と対立する。『夕べには骸に』の原作担当だった安城春菜とは親友の間柄。
劇中のコスプレは、摩耶花とは異なりゲームキャラで統一し、初日は『ヴァンパイア ハンター』のレイレイ、2日目は『龍虎の拳』のキング、3日目は『ストリートファイター』の春麗に扮している。アニメでは初日に『サムライスピリッツ』のナコルル、3日目に『餓狼伝説』の不知火舞へと変わっている。
湯浅 尚子
声 - 進藤尚美
神山高校2年生。漫画研究会部長。心の広さを感じさせる温厚な性格。
沢木口 美崎
声 - 伊瀬茉莉也
神山高校2年F組の女子生徒。天文部所属。前作『愚者のエンドロール』で未完成映画の探偵役志願者の一人。明朗快活でエキセントリックな変わり者。
本作では料理バトル「ワイルドファイア」にチーム天文部の一員として登場している。
羽場 智博
声 - 阿部敦
神山高校2年F組の男子生徒。探偵小説研究会所属。前作『愚者のエンドロール』で未完成映画の探偵役志願者の一人。目立ちたがり屋で高慢、ミステリーに精通していることを自負している。
本作では「十文字」事件を追う探偵志願者の一人として登場している。